# Megan Duffy
Megan Marie Duffy (Kettering, 13 luglio 1984) è un'ex cestista e allenatrice di pallacanestro statunitense.
Playmaker-guardia mancina, ha giocato da professionista in patria e si è affermata in Europa.

## Carriera
Studiò alla University of Notre Dame. 31ªscelta del terzo turno del Draft WNBA del 2006, Duffy fu selezionata dalle Minnesota Lynx. Da rookie, giocò trentuno partite, con 12,5 minuti, 3,4 punti e 1,2 assist di media.
Nel 2006-07 giocò una media di oltre trentotto minuti (con 18,5 punti e 2 assist) in EuroCup Women con la squadra gallese delle Rhondda Rebels. Tornò quindi in patria, dove disputò tre partite di precampionato con le Los Angeles Sparks prima di tornare nuovamente alle Lynx, con cui giocò cinque partite senza raggiungere i dieci minuti d'utilizzo.
La Duffy arrivò nel campionato italiano nel 2007-08, quando fu ingaggiata dalla Pallacanestro Ribera. Con le agrigentine, la play-guardia partiva costantemente in quintetto, giocando una media di oltre trentun minuti a partita e segnando 12,6 punti. A marzo fu contattata dalle New York Liberty per un training camp.
Ritornò a giocare una coppa europea nella stagione successiva, con la maglia dell'MBK Ružomberok. Malgrado in EuroCup abbia trovato lo stesso spazio avuto nel campionato italiano (31,3 minuti di utilizzo medio), si segnalò come passatrice, meno come finalizzatrice (2,3 assist e 7,7 punti). Chiusa la stagione allo Sfântu Gheorghe, squadra rumena, la Duffy è stata data per ingaggiata dall'Erg Power&Gas Priolo, ma Santino Coppa le ha poi preferito l'ungherese Szilvia Török.
Nel 2008-09 e 2009-10 è stata anche viceallenatrice della squadra femminile della St. John's University al fianco di Kim Barnes Arico. Si è occupata del lavoro sulle guardie, del reclutamento, della preparazione delle partite, della programmazione ed è stata anche addetta alle statistiche.

## Statistiche

### Presenze e punti nei club
Statistiche aggiornate al 31 maggio 2010
| Stagione        | Squadra                 | Competizione | Partite | Partite | Partite | Statistiche tiro | Statistiche tiro | Statistiche tiro | Altre statistiche | Altre statistiche | Altre statistiche | Altre statistiche | Altre statistiche |
| Stagione        | Squadra                 | Competizione | Pres.   | Titol.  | Minuti  | Tiri da 2        | Tiri da 3        | Liberi           | Rimb.             | Assist            | Rubate            | Stopp.            | Punti             |
| --------------- | ----------------------- | ------------ | ------- | ------- | ------- | ---------------- | ---------------- | ---------------- | ----------------- | ----------------- | ----------------- | ----------------- | ----------------- |
| 2007-2008       | Banco di Sicilia Ribera | Serie A1     | 27      | 25      | 861     | 59/122           | 45/99            | 92/99            | 62                | 33                | 57                | 0                 | 341               |
| Totale carriera |                         |              |         |         |         |                  |                  |                  |                   |                   |                   |                   |                   |